# Tikhvine
Tikhvine (en russe : Тихвин; en finnois : Tihvinä) est une ville de l'oblast de Léningrad, en Russie, et le centre administratif du raïon de Tikhvine. Sa population s'élevait à 58 497 habitants en 2013.

## Géographie
Tikhvine est située à 182 km à l'est de Saint-Pétersbourg, sur la rivière Tikhvinka, affluent principal de la Sias.

## Histoire
La ville fut, aux XVe et XVIe siècles, un centre religieux important du nord-ouest de la Russie.
En effet, « l' icône de la Mère de Dieu de Tikhvine apparaît de façon miraculeuse près de ce village de la région de Novgorod, en 1383. Des voyageurs reconnaissent une œuvre peinte par Saint Luc, jusque-là conservée à Constantinople. Une église est construite pour l'abriter. Son influence bénéfique se fait sentir à maintes reprises. Il s'agit d'une vierge Hodighitria, mais la Vierge s'incline vers le Christ qui se tourne vers elle et a les jambes croisées, montrant la plante du pied droit. Cette peinture, tempera sur bois, est à l'origine de ce type iconographique. » (source : Musée des beaux Arts de la Ville de Paris, au Petit Palais.).
On en trouve notamment dans le département des icônes de ce musée parisien dont « La Mère de Dieu de Tikhvine » (début du XVIe siècle, Moscou - legs Roger Cabal, 1998 - Inv. FPF04901).
Lors de la Seconde Guerre mondiale, la ville fut prise, le 15 octobre 1941, par le 39e corps blindé allemand, composé des 21. et 126. Infanterie Division et 4 divisions rapides, les 18.(mot) et 20. Infanterie Division (mot) ainsi que des 8. et 12e Panzerdivisions commandées par le général Rudolf Schmidt afin de couper le ravitaillement de Léningrad. La ville fut libérée par l'Armée rouge le 9 décembre 1941.

## Population
Recensements (*) ou estimations de la population
| 1897* | 1939*  | 1959*  | 1970*  | 1979*  |
| ----- | ------ | ------ | ------ | ------ |
| 6 589 | 16 199 | 18 412 | 33 971 | 58 616 |

| 1989*  | 2002*  | 2010*  | 2012   | 2013   |
| ------ | ------ | ------ | ------ | ------ |
| 71 352 | 63 338 | 58 459 | 58 502 | 58 497 |

## Jumelages
- Imatra (Finlande)
- Hérouville-Saint-Clair (France)
- Trosa (Suède)

## Personnalité
- Nikolaï Rimski-Korsakov (1844-1908), compositeur, né dans la ville.